# Lu e la città delle sirene
Lu e la città delle sirene (夜明け告げるルーのうた?, Yoaketsugeru Rū no uta), distribuito a livello internazionale con il titolo Lu Over the Wall, è un film d'animazione del 2017 diretto da Masaaki Yuasa.
Il film, scritto dallo stesso Yuasa e da Reiko Yoshida, è stato prodotto dallo studio Science Saru e ha debuttato nelle sale giapponesi il 19 maggio 2017.

## Trama
Kai è un ragazzo di 14 anni che, in seguito alla separazione dei genitori, si è dovuto trasferire da Tokyo a Hinashi, un piccolo paese di pescatori dove vive insieme a suo padre e a suo nonno. Nel tempo libero Kai compone musica e finisce così per attirare le attenzioni di due compagni di classe, Yūho e Kunio, che lo invitano ad unirsi alla loro band musicale, i Seiren. La musica di Kai però attira anche una giovane sirena (人魚?, ningyo in originale), di nome Lu, che abita nella baia di Hinashi.

## Produzione
Nel gennaio 2017 Yuasa annunciò via Twitter che stava lavorando a un nuovo lungometraggio animato, intitolato Yoaketsugeru Rū no Uta, primo lavoro del regista basato su un soggetto originale. Durante la produzione, il film è stato animato utilizzando una tecnica ibrida: i fotogrammi chiave venivano disegnati a mano su carta ma, successivamente, invece di procedere con clean-up e intercalazione, come si fa nella maggior parte dell'animazione tradizionale giapponese, i fotogrammi chiave grezzi venivano ripuliti e intercalati in Adobe Flash.
Al Tokyo International Film Festival del 2018 Yuasa ha dichiarato che durante la lavorazione di Lu e la città delle sirene non aveva in mente Ponyo sulla scogliera di Hayao Miyazaki ma, in seguito, durante lo sviluppo della trama, si rese conto che c'erano delle somiglianze tra i due film. A prescindere da questa somiglianza non intenzionale, Yuasa ha detto che voleva includere nel film un omaggio alle opere animate che ammira, come Panda! Go, Panda! di Miyazaki e Isao Takahata e i cortometraggi di Tex Avery.

### Ambientazione
In un'intervista Yuasa ha dichiarato che il nome della città immaginaria di Hinashi, dove il film è ambientato, è stato scelto dalla sceneggiatrice Reiko Yoshida. Il design di Hinashi non è basato su una città reale specifica e il regista ha preferito prendere ispirazione da svariati luoghi reali, come le città portuali della zona di Nagoya e il distretto commerciale di Kurashiki, mentre la casa dove abita il protagonista è ispirata a 伊根の舟屋?, Ine no Funaya,  le case tradizionali che si affacciano sulla baia di Ine.

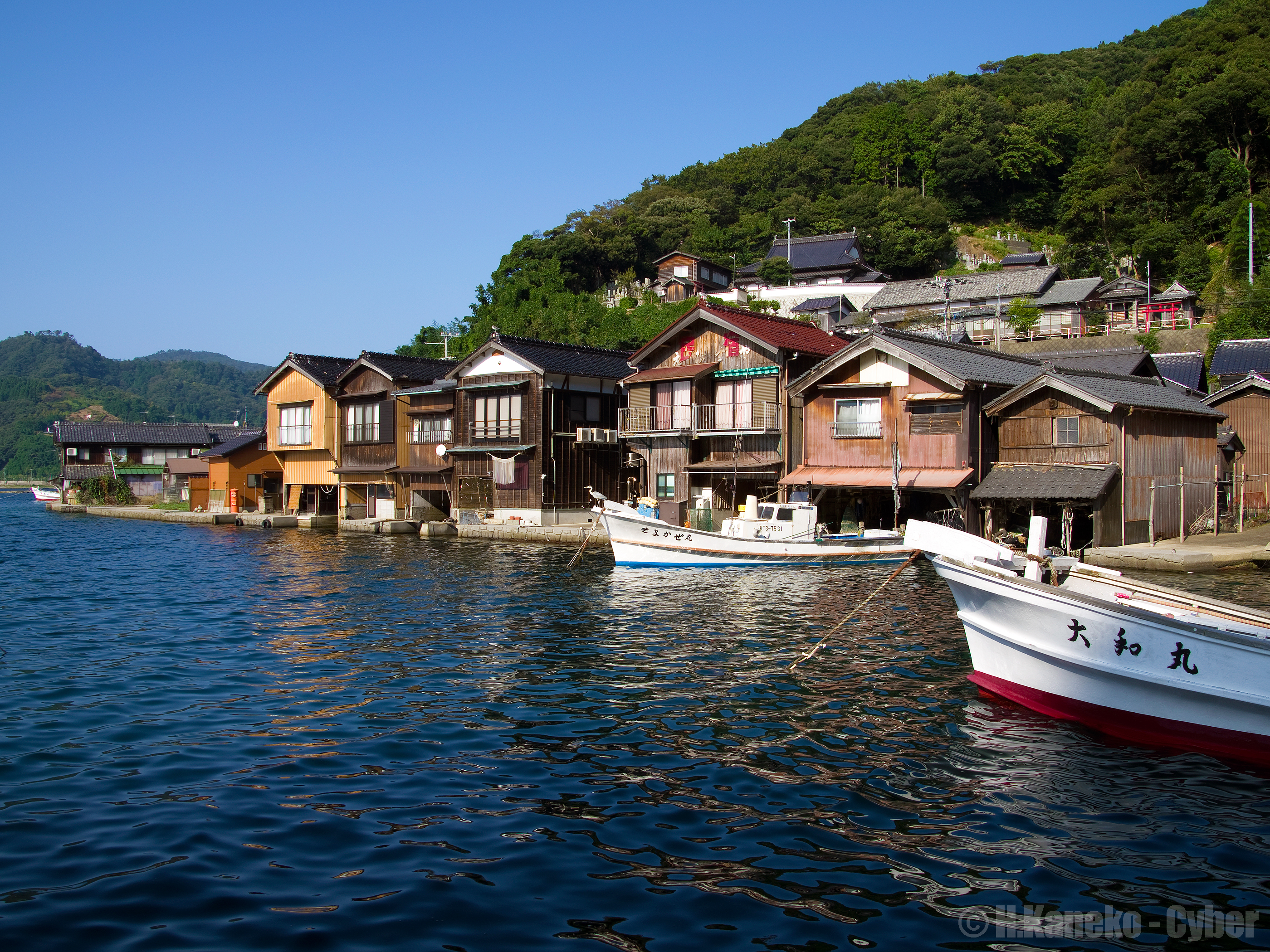
La baia di Ine
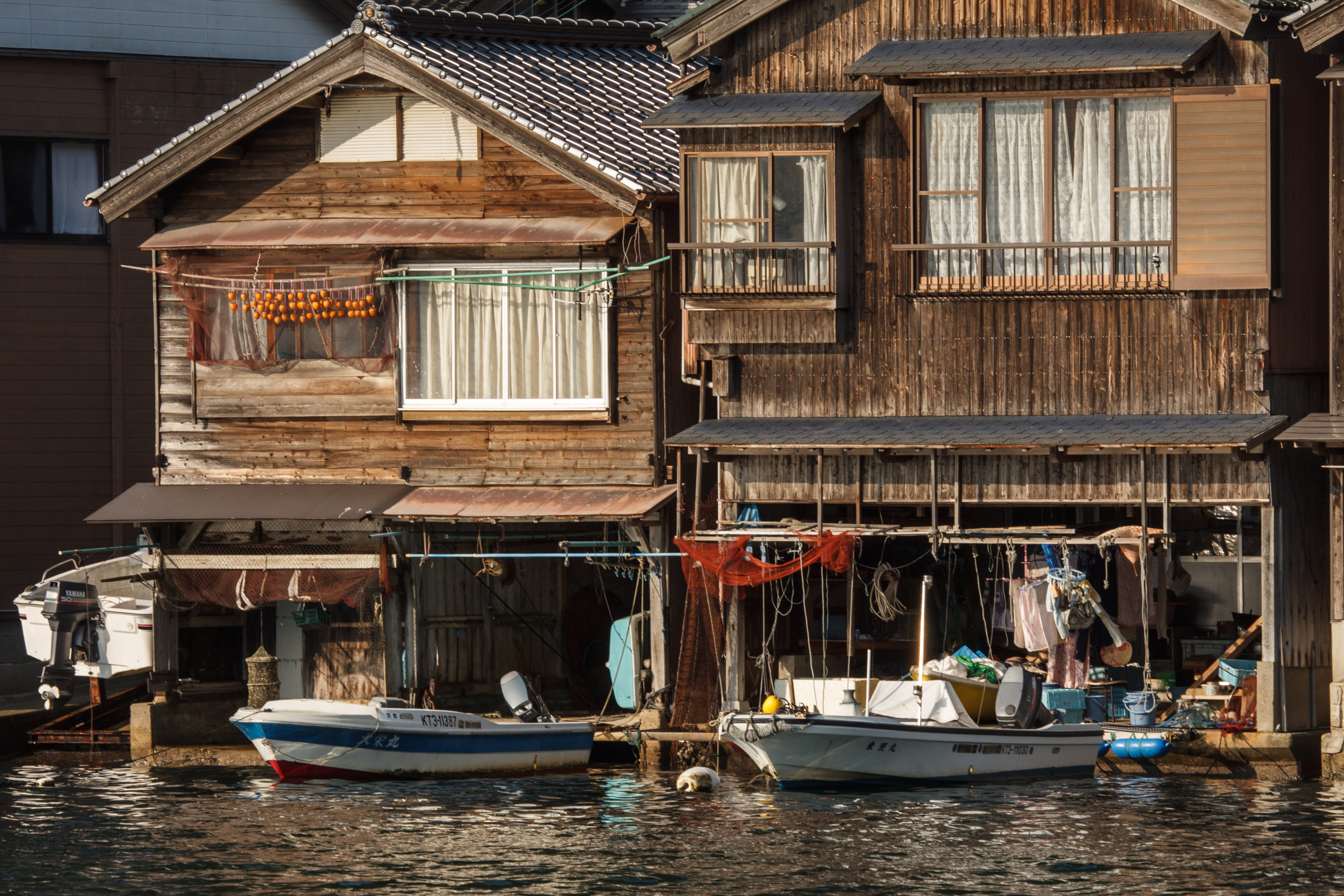
Case tradizionali a Ine

## Colonna sonora
La colonna sonora è stata affidata a Takatsugu Muramatsu (村松 崇継?, Muramatsu Takatsugu). La canzone finale è il brano Ballad of singing (歌うたいのバラッド?, Utautai no baraddo) scritto e composto da Kazuyoshi Saitō (斉藤 和義?).

## Distribuzione

### Date di uscita
Il film ha debuttato in Giappone il 19 maggio 2017. Il 2 gennaio 2018 GKIDS ha annunciato di aver acquistato i diritti per la distribuzione del film negli Stati Uniti, insieme ad altri due lungometraggi di Yuasa (Mind Game e Yoru wa mijikashi aruke yo otome). GKIDS annunciò anche che una versione doppiata in inglese di Lu Over the Wall sarebbe stata proiettata al Sundance Film Festival 2018.
Il 15 ottobre 2019 Yamato Video annunciò di aver acquisito i diritti per l'Italia e il film venne proiettato in anteprima il 2 novembre 2019, in occasione di Lucca Comics & Games.

### Edizioni home video
Le edizioni giapponesi DVD e Blu-ray di Lu e la città delle sirene sono state pubblicate dalla Toho e messe in commercio dal 18 ottobre 2017, insieme a un'edizione speciale che comprendeva anche un secondo disco con del materiale sulla produzione del film.

## Riconoscimenti
Ad Annecy Yoake tsugeru Lu no uta ha vinto il premio Cristal dopo 22 anni che nessun film d'animazione giapponese si aggiudicava questo riconoscimento. L'ultimo film giapponese premiato dal festival francese era stato infatti Pom Poko diretto da Isao Takahata e prodotto dallo Studio Ghibli, nel 1995. Il 24 ottobre 2018, l'Academy of Motion Picture Arts and Sciences annunciò che Lu e la città delle sirene faceva parte di un elenco di lungometraggi animati che erano stati scelti per la possibile candidatura ai premi Oscar 2019, in seguito il film non fu però selezionato tra i cinque candidati finali.
- 2017 – Festival internazionale del film d'animazione di Annecy[13]
  - "Cristal per il lungometraggio"
- 2017 – Mainichi Film Concours[14]
  - "Ōfuji Noburō Award" (大藤信郎賞?, Ōfuji Noburō shō)
- 2017 – SITGES – Festival Internacional de Cinema Fantàstic de Catalunya[15]
  - Candidato a "miglior film d'animazione"
- 2017 – Shanghai International Film Festival[16]
  - Candidato a "miglior film d'animazione"
- 2018 – Japan Media Arts Festival[17]
  - "Grand prize" nella categoria animazione